# Oregon City (Oregon)
Oregon City è una città degli Stati Uniti d'America, capoluogo della Contea di Clackamas, nello stato dell'Oregon.
Oregon City è situata sul fiume Willamette vicino ai limiti meridionali dell'area metropolitana di Portland. Fondata nel 1829 dalla Hudson's Bay Company, nel 1844 divenne la prima città degli Stati Uniti a ovest delle Montagne Rocciose ad essere incorporata.
A partire dal censimento del 2010, la popolazione della città era 31 859.

## Storia
Conosciuta negli ultimi decenni come sede di diverse grandi cartiere sul fiume Willamette, la città ha svolto un ruolo significativo nella storia antica del Paese dell'Oregon. Fu fondato dal dottor John McLoughlin della Hudson's Bay Company nel 1829 vicino alla confluenza del fiume Clackamas con il Willamette per sfruttare il potere delle Willamette Falls per gestire una segheria. Durante gli anni 1840 e 1850 era la destinazione per coloro che volevano presentare rivendicazioni sulla terra dopo aver percorso l'Oregon Trail come ultima tappa del sentiero.
È stata la capitale del Territorio dell'Oregon dalla sua fondazione nel 1848 fino al 1851 e rivaleggiava con Portland per la primitiva supremazia nell'area. Nel 1846, il giornale della città, l'Oregon Spectator, fu il primo giornale americano ad essere pubblicato a ovest delle Montagne Rocciose. L'Oregon City College fu fondato nel 1849 come scuola battista, ma fu defunta negli anni '70 dell'Ottocento. Oregon City era il sito della Beaver Coins Mint, che nel 1849 produceva la valuta indipendente del territorio dell'Oregon di breve durata.
Il centro della città conserva parte del suo carattere storico attraverso la conservazione di case e altri edifici dell'epoca della fondazione della città.
Ex arcidiocesi latina
La città divenne la città sede della prima arcidiocesi cattolica negli Stati Uniti occidentali, quando il vicariato apostolico dell'Oregon, fondato nel 1843, fu elevato nel 1846 al rango metropolitano, con l'arcivescovo François-Norbert Blanchet come ordinario. A segnalare l'importanza si noti che all'epoca l'unica altra arcidiocesi cattolica negli Stati Uniti d'America era l'arcidiocesi di Baltimora. Il territorio della sua provincia ecclesiastica comprendeva quasi tutti gli Stati Uniti occidentali. La popolazione nell'area di Oregon City è diminuita a causa della corsa all'oro in California. La popolazione della vicina Portland crebbe e la sede dell'arcidiocesi vi fu trasferita nel 1926. Nel 1928 il nome Arcidiocesi di Portland in Oregon sostituì il nome precedente. Non più un vescovato residenziale, Oregon City è ora una sede titolare.

## Geografia
La città è divisa in zone superiori e inferiori. L'area inferiore è su una panchina vicino al fiume Willamette. L'area superiore è in cima a una scogliera composta da basalto di Canemah, che scorreva circa 2,5 milioni di anni fa da una bocca di 7,5 miglia (12 km) a sud-est nel Boring Lava Field. Per molti anni, i sentieri indiani collegavano i due livelli, ma le scale furono costruite nel XIX secolo. Nel 1915 la città costruì l'ascensore municipale dell'Oregon City alimentato ad acqua per collegare le due parti, che fu convertito in elettricità negli anni '20. Nel 1952 fu costruito un nuovo ascensore elettrico con la specifica che doveva essere "il più semplice possibile e senza ornamenti".
Secondo lo United States Census Bureau, la città ha un'area totale di 9,29 miglia quadrate (24,06 km²), di cui 9,05 miglia quadrate (23,44 km²) è terra e 0,24 miglia quadrate (0,62 km²) è acqua. I principali corsi d'acqua di Oregon City includono il fiume Willamette, che scorre lungo il lato nord-ovest della città, e il fiume Clackamas, che si fonde con il più grande Willamette a nord della città. Il Willamette forma il confine tra Oregon City e West Linn; il Clackamas funge da confine tra Oregon City e Gladstone.
Willamette Falls
Le chiuse di Willamette Falls a West Linn sono state le prime chiuse di navigazione con più ascensori negli Stati Uniti e ora sono un sito storico nazionale, non più in uso. Il primo servizio elettrico a lunga distanza negli Stati Uniti ebbe origine a Oregon City nel 1889, trasmettendo elettricità per 14 miglia (23 km) a Portland.
Clima
Oregon City ha un clima mediterraneo. Il regime climatico mediterraneo assomiglia al clima delle terre del bacino del Mediterraneo, parti del Nord America occidentale, parti dell'Australia occidentale e meridionale, nel Sud Africa sud-occidentale e in alcune parti del Cile centrale. Il clima è caratterizzato da estati calde e secche e inverni freschi e umidi.

## Economia
Per gran parte della sua esistenza, l'economia di Oregon City è stata dominata dall'industria forestale, fino a quando il declino dell'industria del legname del Pacifico nord-occidentale è iniziato negli anni '80. Al suo culmine, diversi mulini operavano nella città e nelle comunità circostanti. L'ultima cartiera nelle immediate vicinanze ha chiuso nel 2017.
Con la crescita della regione metropolitana di Portland, Oregon City è diventata in gran parte un sobborgo di Portland. Il turismo è un settore in crescita con l'enfasi sulla storia della città e l'importante ristrutturazione dell'area di Willamette Falls in uno spazio ad accesso pubblico e ad uso misto attraverso il Willamette Falls Legacy Project.

## Sistema scolastico
La città, e diverse comunità circostanti, è servita dall'Oregon City School District, un distretto scolastico pubblico composto da 7 scuole elementari, due scuole medie, una scuola superiore tradizionale di quattro anni (Oregon City High School) e una scuola secondaria alternativa. Diverse scuole del distretto offrono programmi bilingue inglese / spagnolo. La Oregon City High School è la terza scuola superiore più popolata dell'Oregon ed è una potenza statale e nazionale nel basket femminile, vincendo tre campionati nazionali femminili USA Today consecutivi negli anni '90.
La città è anche la sede del Clackamas Community College, di numerose scuole private e parrocchiali e di una biblioteca pubblica che fa parte della Library Information Network della contea di Clackamas.

## Punti di interesse
Musei ed edifici storici
I musei includono il Museum of the Oregon Territory e il End of the Oregon Trail Interpretive Center, con guide in costume di "storia vivente". Gli archivi della società storica della contea di Clackamas, ospitati nel Museum of the Oregon Territory, includono anche il piano di incorporazione della città di San Francisco. Clackamas Heritage Partners possiede e gestisce questi musei, insieme allo Stevens Crawford Museum. Nel 2009, Clackamas Heritage Partners ha annunciato che non poteva più permettersi di mantenere aperti i musei. Il centro interpretativo End of the Oregon Trail è stato chiuso al pubblico a tempo indeterminato nel settembre 2009; lo Stevens Crawford Museum and Museum of the Oregon Territory, composto in gran parte da volontari, ha continuato a operare con un programma limitato. Il centro interpretativo End of the Oregon Trail è stato finalmente riaperto durante l'estate del 2013 con il sostegno di sovvenzioni e donazioni da numerose fonti.
Lo Stevens-Crawford Heritage House Museum è una struttura del 1908 con 11 camere arredate; esporre mobili della collezione della Società storica della contea di Clackamas per replicare una casa dell'era edoardiana e la narrativa dell'era progressista. Altri edifici storici a Oregon City includono la McLoughlin House, la Ermatinger House (la più antica nella contea di Clackamas), la Ainsworth House, la Harvey Cross House e la First Congregational Church.
L'Oregon City Bridge sul fiume Willamette, costruito nel 1922, è elencato nel registro nazionale dei luoghi storici, così come l'ascensore municipale dell'Oregon City.
Parchi
Oregon City ha oltre 22 parchi cittadini. Uno dei parchi più grandi della città è Clackamette Park, alla confluenza dei fiumi Clackamas e Willamette. Le caratteristiche del parco includono il campeggio per camper, un molo e un molo per barche, un parco per skateboard e altre strutture ricreative. Qui si tengono numerosi festival comunitari durante tutto l'anno. Altri parchi importanti includono Chapin, Hillendale, Rivercrest e il nuovo Wesley Lynn.

## Infrastrutture e trasporti
Strade
L'Interstate 205 attraversa il confine settentrionale della città ed è l'unica superstrada che serve la città. Inoltre, tre autostrade statali (Oregon Route 43, Oregon Route 99E e Oregon Route 213) passano o terminano a Oregon City. I primi due servono il nucleo centrale della città, il secondo fornisce il servizio alle parti meridionali di Oregon City.
Ferrovie
La linea principale della Union Pacific Railroad attraversa la città. La città ha anche una stazione Amtrak, servita due volte al giorno in ciascuna direzione dai treni Amtrak Cascades che collegano Portland ed Eugene, nell'Oregon. La Coast Starlight (Seattle-Los Angeles) passa ma non si ferma.
Aeroporti
Non ci sono aeroporti pubblici all'interno della città. Un piccolo aeroporto privato si trova lungo Beavercreek Road, a sud di Oregon City. Oregon City è servita dall'aeroporto internazionale di Portland, a 24 km a nord, e dall'aeroporto di Portland-Mulino, una struttura di aviazione generale nella città di Mulino, a circa 24 km a sud.
Acque
Il fiume Willamette a Oregon City è navigabile per piccole imbarcazioni e Oregon City ha una fiorente industria della pesca e della nautica da diporto. Le chiuse di Willamette Falls consentono alle barche di navigare intorno alle cascate. Il fiume Clackamas non è navigabile, ad eccezione delle parti più basse.
Trasporto di massa
Come parte dell'area metropolitana di Portland, Oregon City è servita da TriMet, l'autorità di trasporto regionale, con diverse linee di autobus che convergono presso l'Oregon City Transit Center. Fino al 1958, una linea di tram interurbani gestita dall'ormai defunta Portland Traction Company collegava Oregon City con Portland; i resti di questa linea sono ancora visibili (come un ponte abbandonato sul fiume Clackamas, appena ad est del ponte OR 99E). In anni più recenti, la città ha operato un servizio di "tram storico" durante i mesi estivi, principalmente per soddisfare le esigenze del turismo, ma i veicoli utilizzati erano filobus replica, piuttosto che veri e propri filobus, e nel 2013 si è deciso di farlo interrompere il servizio e vendere i veicoli.
Altre due agenzie pubbliche forniscono il servizio di transito a Oregon City, in aggiunta a quello di TriMet. Il South Clackamas Transportation District (SCTD) gestisce una rotta tra il Clackamas Community College all'estremità sud-orientale di Oregon City e Molalla, a circa 18 miglia (29 km) a sud sulla Oregon Route 213. Canby Area Transit (CAT) opera un servizio regolare sull'Oregon Route 99E tra l'Oregon City Transit Center e Canby. SMART, South Metro Area Regional Transit, che serve Wilsonville, si collega a CAT a Canby. CAT ha anche un servizio per Woodburn.
Il servizio Dial-a-ride è gestito da TriMet, ma CAT opera anche entro i limiti della città dell'Oregon City per i viaggi che iniziano o terminano nell'area di servizio CAT. Se sono necessari trasferimenti tra TriMet e CAT, vengono effettuati presso l'Oregon City Transit Center (OCTC) all'11° e sul Meno, che si trova all'estremità nord-est dell'area del centro.

## Società

### Evoluzione demografica
Censimento del 2010
Secondo il censimento del 2010, c'erano 31 859 persone, 11 973 famiglie e 8 206 famiglie residenti in città. La densità di popolazione era di 3 520,3 abitanti per miglio quadrato (1359,2 ab./km²). C'erano 12 900 unità abitative con una densità media di 1 425,4 abitazioni per miglio quadrato (550,4 per km²). La composizione razziale della città era 91,1% bianchi, 0,6% afroamericani, 0,9% nativi americani, 1,7% asiatici, 0,2% isolani del Pacifico, 2,3% da altre razze e 3,1% da due o più razze. Ispanici o latini di qualsiasi razza erano il 7,3% della popolazione.
C'erano 11 973 famiglie, di cui il 36,5% aveva figli di età inferiore ai 18 anni che convivevano con loro, il 50,7% erano coppie sposate che convivevano insieme, il 12,4% aveva un capofamiglia femminile senza marito presente, il 5,4% aveva un capofamiglia maschio senza moglie presente, e il 31,5% erano non famiglie. Il 23,5% di tutte le famiglie era composto da individui e l'8,3% aveva qualcuno che viveva da solo che aveva 65 anni o più. La dimensione media della famiglia era 2,61 e la dimensione media della famiglia era 3,07.
L'età media in città era di 36,3 anni. Il 25,5% dei residenti aveva meno di 18 anni; l'8,8% aveva un'età compresa tra i 18 ei 24 anni; il 28,8% era compreso tra 25 e 44; il 25,7% era compreso tra 45 e 64 e l'11,2% aveva 65 anni o più. La composizione di genere della città era del 49,3% di uomini e del 50,7% di donne.
Censimento del 2000
Secondo il censimento del 2000, c'erano 25 754 persone, 9 471 famiglie e 6 667 famiglie residenti in città. La densità di popolazione era di 3 163,9 persone per miglio quadrato (1221,6 ab./km²). C'erano 10 110 unità abitative con una densità media di 1 242,0 per miglio quadrato (479,5 per km²). La composizione razziale della città era 92,44% bianchi, 1,12% asiatici, 1,08% nativi americani, 0,58% afroamericani, 0,11% isolani del Pacifico, 2,15% da altre razze e 2,53% da due o più razze. Ispanici o latini di qualsiasi razza erano il 4,98% della popolazione.
C'erano 9 471 famiglie, di cui il 36,6% aveva figli di età inferiore ai 18 anni che convivevano con loro, il 53,0% erano coppie sposate che convivono, il 12,3% aveva una donna capofamiglia senza marito presente e il 29,6% non erano famiglie. Il 22,4% di tutte le famiglie era composto da individui e il 7,8% aveva qualcuno che viveva da solo che aveva 65 anni o più. La dimensione media della famiglia era 2,62 e la dimensione media della famiglia era 3,06.
Nella città, la popolazione era distribuita, con il 27,0% sotto i 18 anni, il 10,3% tra i 18 ei 24 anni, il 32,5% tra i 25 ei 44 anni, il 20,5% tra i 45 ei 64 anni e il 9,7% che aveva 65 anni o più vecchio. L'età media era di 33 anni. Per ogni 100 femmine, c'erano 96,8 maschi. Per ogni 100 donne dai 18 anni in su, c'erano 94,7 maschi.
Il reddito medio per una famiglia in città era di 45531 $ e il reddito medio per una famiglia era di 51597 $. I maschi avevano un reddito medio di 38699 $ contro 29547 $ per le femmine. Il reddito pro capite per la città era di 19870 $. Circa il 6,5% delle famiglie e l'8,9% della popolazione erano al di sotto della soglia di povertà, compreso l'11,0% di quelli di età inferiore a 18 anni e il 7,5% di quelli di età pari o superiore a 65 anni.